# Tomáš Klus

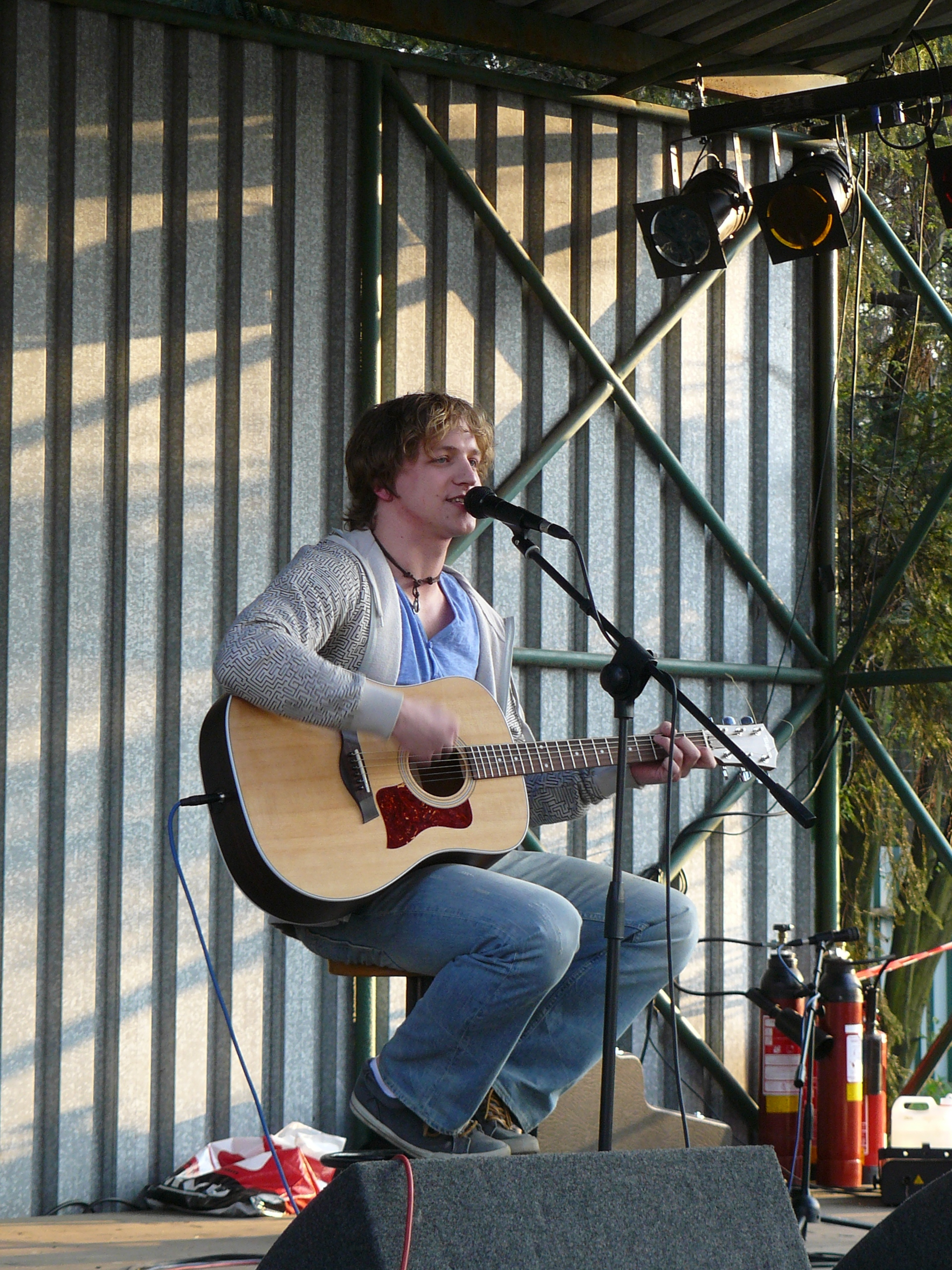
Tomáš Klus (2008)

Tomáš Klus (* 15. Mai 1986 in Třinec) ist ein tschechischer Liedermacher und Schauspieler.

## Biografie
In der Jugend von Tomáš Klus spielte der Sport eine sehr große Rolle, er gehörte der Schwimmabteilung des TjTž Třinec an, betrieb daneben weitere Sportarten und gehörte 2002 der tschechischen Nachwuchsmannschaft an, die bei der Junioreneuropameisterschaft Gold im Modernen Fünfkampf gewann.
Daneben entdeckte er mit neun Jahren auch sein Interesse an der Musik, er begann Gitarre zu spielen und als er in den 2000ern wegen des Sports in die Hauptstadt Prag zog, begann er dort auch mit der Gitarre und selbst geschriebenen Liedern aufzutreten. 2007 nahm er am Nachwuchsfestival Czechtalent in Zlín teil und gewann. Er bekam einen Plattenvertrag bei Sony BMG und machte erste Aufnahmen. Mit Do nebe hatte er Anfang 2008 einen ersten Hit, mit dem er es in die Airplay-Charts schaffte. Sein Debütalbum Cesta do záhu(d)by wurde allerdings noch sehr zurückhaltend aufgenommen.
Im selben Jahr trug er auch drei Lieder zum Film Anglické jahody (übersetzt Englische Erdbeeren) von Regisseur Vladimír Drha bei. Darunter war auch Navěky, bei dem auch der tschechische Casting-Star Aneta Langerová mitsang. Damit gelang Klus der Durchbruch und ein Top-10-Hit in den Charts. Bei der Abstimmung Hit Roku 2008 zum Hit des Jahres bei Radio 1 belegte das Lied Platz 2. Sein zweites Album Hlavní uzávěr splínu kam dann im Herbst 2009 auch auf Anhieb auf Platz 2 der tschechischen Verkaufscharts.
Bereits 2004 hatte Tomáš Klus eine Rolle in der TV-Serie Hop nebo trop bekommen. Auch die Schauspielerei verfolgte er weiter und nahm ein Schauspielstudium an der Akademie der darstellenden Künste (DAMU) auf. 2008 hatte er einen weiteren Auftritt in der Fernsehkomödie Šejdrem.
Sein drittes Album veröffentlichte Klus im September 2011. Mit Racek erreichte er Platz 1 der Albumcharts. Und endgültig unter den tschechischen Topmusikern reihte er sich ab Herbst 2013 ein, als er erst zusammen mit der Band Kryštof und dem Lied Cesta den Hit des Jahres hatte, der 15 Wochen auf Platz eins der Radiocharts stand, und dann im Frühjahr 2014 mit Proměnamě zum zweiten Mal in Folge Platz eins der Albumcharts erreichte.

## Diskografie

### Alben
| Jahr | Titel                | Höchstplatzierung, Gesamtwochen, AuszeichnungChartsChartplatzierungen (Jahr, Titel, Platzierungen, Wochen, Auszeichnungen, Anmerkungen) | Anmerkungen                              |
| Jahr | Titel                | CZ | Anmerkungen                              |
| ---- | -------------------- | --- | ---------------------------------------- |
| 2008 | Cesta do záhu(d)by   | CZ3 (232 Wo.)CZ | Erstveröffentlichung: 29. Februar 2008   |
| 2009 | Hlavní uzávěr splínu | CZ2 (240 Wo.)CZ | Erstveröffentlichung: 12. Oktober 2009   |
| 2011 | Racek                | CZ1 (93 Wo.)CZ | Erstveröffentlichung: 26. September 2011 |
| 2014 | Proměnamě            | CZ1 (179 Wo.)CZ | Erstveröffentlichung: 24. März 2014      |
| 2015 | Anat život není      | CZ1 (52 Wo.)CZ | Erstveröffentlichung: 29. Juni 2015      |
| 2018 | Spolu                | CZ1 (29 Wo.)CZ | Erstveröffentlichung: 7. September 2018  |
| 2019 | Klusymfonie          | CZ4 (10 Wo.)CZ | Erstveröffentlichung: 1. November 2019   |
| 2021 | Čaučesku             | CZ1 (11 Wo.)CZ | Erstveröffentlichung: 30. April 2021     |
| 2021 | Cítím                | CZ3 (5 Wo.)CZ | Erstveröffentlichung: 3. Dezember 2021   |
| 2024 | Tady to máš          | CZ4 (… Wo.)CZ | Erstveröffentlichung: 8. November 2024   |

Weitere Alben
- 2008: Anglické jahody (Filmsoundtrack)
- 2017: Živ je (Livealbum)

### Singles
| Jahr | Titel Album                     | Höchstplatzierung, Gesamtwochen, AuszeichnungChartsChartplatzierungen (Jahr, Titel, Album, Platzierungen, Wochen, Auszeichnungen, Anmerkungen) | Anmerkungen                                                   |
| Jahr | Titel Album                     | CZ | Anmerkungen                                                   |
| ---- | ------------------------------- | --- | ------------------------------------------------------------- |
| 2008 | Do nebe Cesta do záhu(d)by      | CZ66 (1 Wo.)CZ |                                                               |
| 2008 | Pocity Cesta do záhu(d)by       | CZ32 (50 Wo.)CZ |                                                               |
| 2008 | Navěky Anglicke Jahody O.S.T.   | CZ7 (29 Wo.)CZ | mit Aneta Langerová und Marek Ztracený                        |
| 2009 | VeSmíru Hlavní uzávěr splínu    | CZ40 (17 Wo.)CZ |                                                               |
| 2011 | Nina Racek                      | CZ6 (60 Wo.)CZ |                                                               |
| 2012 | Pánubohudooken Racek            | CZ13 (57 Wo.)CZ |                                                               |
| 2012 | Ledaco Racek                    | CZ34 (11 Wo.)CZ |                                                               |
| 2013 | Cesta Inzerát                   | CZ1 (67 Wo.)CZ | Kryštof und Tomáš Klus                                        |
| 2014 | Napojen –                       | CZ26 (20 Wo.)CZ |                                                               |
| 2014 | Když si tě, dívko, představim – | CZ6 (58 Wo.)CZ |                                                               |
| 2015 | JdeVoZem Anat život není        | CZ48 (14 Wo.)CZ |                                                               |
| 2016 | Dobré ráno Živ je               | CZ13 (8 Wo.)CZ | Erstveröffentlichung: 3. Oktober 2016                         |
| 2017 | A pak Spolu                     | CZ47 (17 Wo.)CZ | Erstveröffentlichung: 13. September 2017 feat. Tamara Klusová |
| 2019 | Chátrám Čaučesku                | CZ55 (5 Wo.)CZ | Erstveröffentlichung: 12. Juli 2019                           |
| 2021 | Tajemství Cítím                 | CZ43 (5 Wo.)CZ | Erstveröffentlichung: 9. November 2021                        |
| 2022 | Zvonova zpověď –                | CZ57 (1 Wo.)CZ | Erstveröffentlichung: 16. Dezember 2022                       |

Weitere Singles
- Marie (2008)
- Přičichnutí alergikovo (2009)
- Chybíš mi (2009)
- Malčik (2009)
- Nenávratná (2009)